# ای.جی. دلاگارزا
ای. جی. ده‌لاگارزا (انگلیسی: A. J. DeLaGarza؛ زادهٔ ۴ نوامبر ۱۹۸۷) بازیکن فوتبال دورگه اهل گوآم و ایالات متحده است.
از باشگاه‌هایی که در آن بازی کرده‌است می‌توان به باشگاه فوتبال لس‌آنجلس گلکسی اشاره کرد.
وی همچنین در تیم‌های ملی فوتبال گوآم و ایالات متحده آمریکا بازی کرده‌است.